# Alt Zauche-Wußwerk
Alt Zauche-Wußwerk település Németországban, azon belül Brandenburgban. Lakosainak száma 470 fő (2023. december 31.).

## Népesség
A település népességének változása:
| Lakosok száma | 551  | 522  | 488  | 485  | 461  | 466  | 470  |
|               | 2010 | 2014 | 2017 | 2019 | 2021 | 2022 | 2023 |